# トゥルキー・アル＝アンマール
トゥルキー・アル＝アンマール（アラビア語: تركي العمار、Turki Al Ammar、1999年9月23日- ）は、サウジアラビアのサッカー選手。アル・カーディシーヤFC所属、ポジションはMF。サッカーサウジアラビア代表。
日本語では、トゥルキ・アル・アマルと表記されることがある。

## 経歴

### 代表
AFC U-19選手権2018では、準々決勝、準決勝、決勝の3試合連続で先制ゴールを決める活躍でチームの優勝に貢献し、大会最優秀選手に選ばれた。さらに同年のアジア年間最優秀ユース選手賞を受賞している。
2019 FIFA U-20ワールドカップに出場。
サウジアラビア代表としては2019年11月19日のパラグアイ代表との国際親善試合で代表初出場。同年、ガルフカップ2019に出場した。